# Plympärlhöna
Plympärlhöna (Guttera plumifera) är en fågel i den afrikanska familjen pärlhöns inom ordningen hönsfåglar.

## Utseende och läten
Plympärlhönan är en rätt liten (44-48 cm) pärlhöna. Den liknar sin nära släkting tofspärlhönan med sin mörka fjäderdräkt översållad med ljusa prickar och bart huvud med borstlik tofs. Plympärlhönan är dock något mindre, med rätt lång och spretig tofs (ej krullig), mörkgrå istället för blågrå i ansiktet och vita, ej ljusblå fläckar på kroppen. Adulta fåglar har svarta hudflikar i ansiktet och saknar tofspärlfågelns röda strupe. Lätet är ett vittljudande "kow kow kow" medan kontaktlätet är vassa "chik chik".

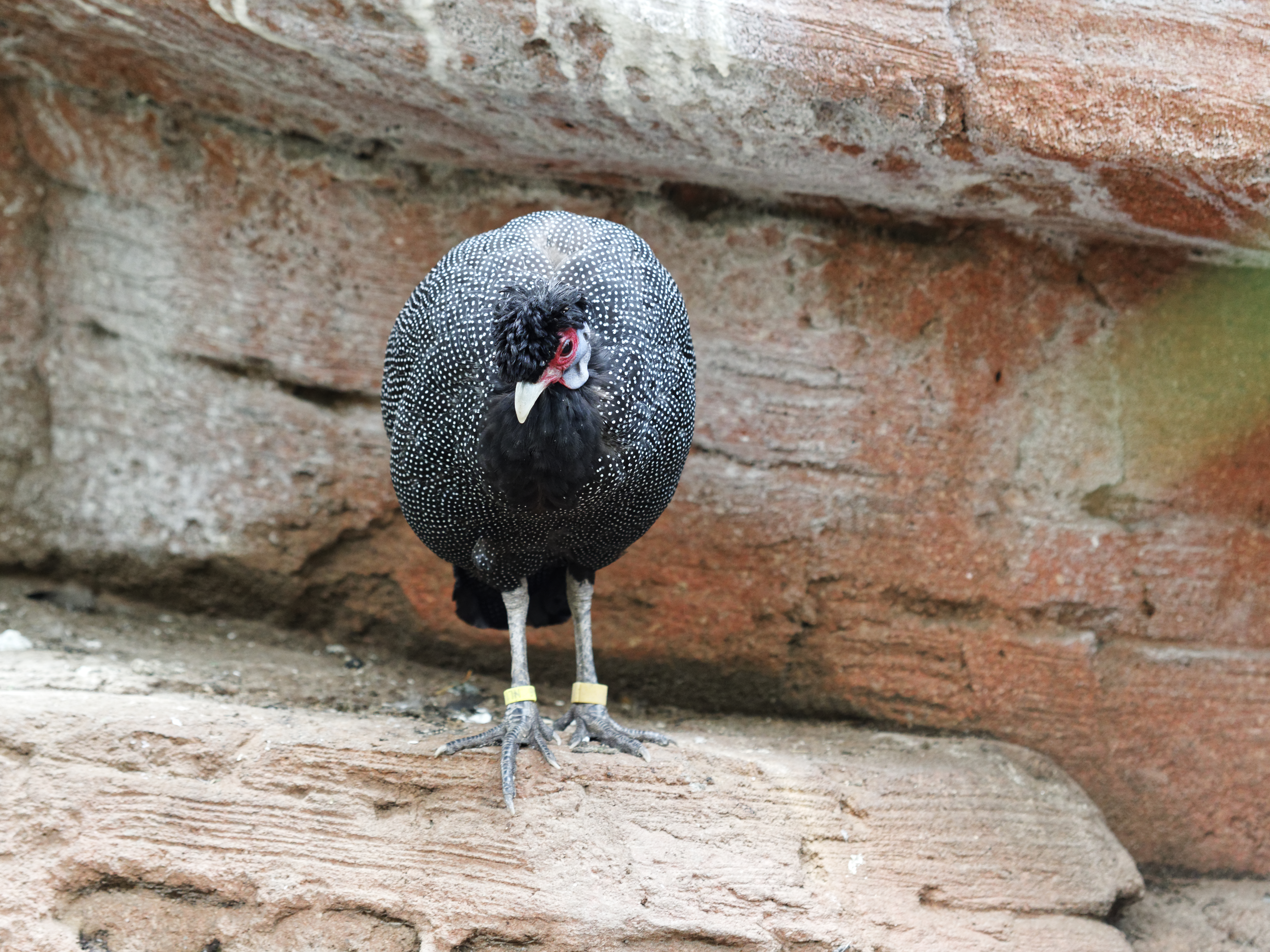

## Utbredning och systematik
Plympärlhöna är endemisk för Centralafrika och delas in i två underarter med följande utbredning:
- Guttera plumifera plumifera – förekommer från södra Kamerun till sänkan kring Kongofloden, norra Gabon och norra Angola
- Guttera plumifera schubotzi – förekommer från norra Demokratiska republiken Kongo till Rift Valley och skogarna väster om Tanganyikasjön

## Levnadssätt
Plympärlhönan hittas i gammal regnskog, där den är lokalt vanlig men sällan sedd. Fågeln är en allätare som intar både växtmaterial som frön, rötter, skott, löv och frukt, men även ryggradslösa djur som sniglar. Häckningstiden varierar, men undviker troligen de torraste månaderna.

## Status och hot
Arten har ett stort utbredningsområde och en stor population, men tros minska i antal, dock inte tillräckligt kraftigt för att den ska betraktas som hotad. Internationella naturvårdsunionen IUCN kategoriserar därför arten som livskraftig (LC).